# Скородумова Ольга Борисівна
О́льга Бори́сівна Скородумова — доктор технічних наук, професор, завідувачка кафедри технологій харчової промисловості Української інженерно-педагогічної академії.

## Життєпис
Народилася в Кисловодську, від 1966 року проживала у Харкові, 1976 року здобула середню освіту, виростала з сестрою Оленою. Батько — Борис Скородумов — доктор технічних наук, професор, мама Лілія Євгенівна викладала англійську мову.
Ще під час навчання зареєструвала 2 патенти на винаходи. Закінчила Харківський політехнічний інститут, за розподілом почала працювати в НДІ вогнетривких матеріалів, 1985 року отримала запрошення від свого керівника дипломної роботи Галини Семченко до аспірантури. Після аспірантури працювала на кафедрі кераміки молодшим науковим співробітником.
1990 року захистила кандидатську дисертацію «Одержання й властивості золь-гель композицій Al2O3-SiO2», керувала студентськими дипломними роботами. В 1996-го — старший науковий співробітник, 2006 року закінчила докторантуру. 2008 року захистила докторську дисертацію.
Від 2009-го — професор на кафедрі хімії, Українська інженерно-педагогічна академія. З 2010 року — завідувачка кафедри технологій харчової промисловості.
Як педагог підготувала 1 кандидата наук.
Її перу належить понад 200 наукових та науково-методичних праць, зареєстровано над 10 патентів та авторських посвідчень.